# Dipturus innominatus
Dipturus innominatus е вид хрущялна риба от семейство Морски лисици (Rajidae). Видът е почти застрашен от изчезване.

## Разпространение и местообитание
Разпространен е в Нова Зеландия (Северен остров и Южен остров).
Обитава крайбрежията на морета. Среща се на дълбочина от 15 до 1310 m, при температура на водата от 4,2 до 17,3 °C и соленост 34,3 – 35,5 ‰.

## Описание
На дължина достигат до 2,4 m.
Продължителността им на живот е около 24 години. Популацията на вида е стабилна.